# كالونخي
بلدية كالونخي (بالإسبانية: Calonge) هي بلدية تقع في مقاطعة جرندة التابعة لمنطقة كتالونيا شمال شرق إسبانيا.

## الديموغرافيا
بلغ عدد سكان بلدية كالونخي 10.761 نسمة عام 2011 (وفقاً للمعهد الوطني الإسباني للإحصاء).
| 5.832 | 6.663 | 7.684 | 9.162 | 10.009 | 10.637 | 10.761 |

## توأمة
لكالونخي اتفاقيات توأمة مع كل من:
- أوتيفار
- Saint-Paul-de-Fenouillet [الإنجليزية]‏
- سانت جوليا دي لوريا